# Овчинниковский сельсовет (Московская область)
Овчинниковский сельсовет — упразднённая административно-территориальная единица, существовавшая на территории Московской губернии и Московской области до 1939 года.
Овчинниковский сельсовет был образован в первые годы советской власти. По данным 1922 года он входил в состав Константиновской волости Сергиевского уезда Московской губернии.
По данным 1926 года в состав сельсовета входили деревни Овчинниково, Солнцево и Станки, а также 1 хутор.
В 1929 году Овчинниковский с/с был отнесён к Константиновскому району Кимрского округа Московской области.
17 июля 1939 года Овчинниковский с/с был упразднён. При этом все его населённые пункты (Овчинниково, Солнцево, Станки и хутор Высокое) были переданы в Кучковский сельсовет.